# Robert Molimard
Robert Molimard, né le 16 décembre 1927 à Cournon-d'Auvergne et mort le 9 janvier 2020 au Kremlin-Bicêtre, est un médecin français, professeur honoraire à la Faculté de médecine Paris-Sud. 
Il est un des pionniers de la recherche en tabacologie en France.
Ses recherches ont été financées par l'industrie du tabac pendant plus de dix ans. À la suite de cette collaboration, il prend position contre plusieurs politiques de lutte contre le tabagisme.

## Biographie

### Fondation de la tabacologie
En 1983, Robert Molimard fonde avec Gilbert Lagrue la Société d’étude sur la dépendance tabagique, qui devient la Société de tabacologie.
En 1987, il crée un diplôme universitaire d'enseignement de la tabacologie. C'est le premier enseignement mondial structuré sur le sujet.

### Militant de l'indépendance vis-à-vis de l'industrie pharmaceutique
En 2005, il est membre de l'association Promindep, devenue plus tard Formindep, fondée par un groupe de médecins généralistes qui plaide pour une formation médicale moins dépendante de l'industrie pharmaceutique. Il tient une rubrique sur le site de l'association.

### Liens d'intérêt avec l'industrie du tabac
Les Tobacco documents font état des financements répétés des activités de recherche de Robert Molimard par l'industrie du tabac. En effet, sous le nom de code Broca, son laboratoire a bénéficié de près de 3,5 millions de francs français (700 000 euros courants) de Philip Morris entre 1986 et, au moins, 1998. En 2000, son nom apparait encore dans un document interne de Philip Morris Europe à propos d'une demande de financement.
Robert Molimard a déclaré, après ces révélations, que ces financements n'avaient pas pour but d'orienter ses recherches : « Jamais Philip Morris ne m'a demandé d'orienter mes recherches dans tel ou tel sens. La seule chose que j'ai faite pour eux, à la demande de M. Marcovitch, c'est de leur fournir un témoignage écrit dans le cadre d'un procès aux États-Unis, où ils étaient accusés d'ajouter de la nicotine à leurs cigarettes pour augmenter la dépendance des fumeurs ». En 1990, il participe au film Why people smoke, produit par Philip Morris Europe. Le professeur Molimard observe qu'il avait déjà rendu public un financement de la part de Philip Morris dans son ouvrage La Fume en 2003. Il n'y précisait toutefois ni les dates ni le montant de ces financements.
Dans sa déclaration d'intérêts publiée sur le site de l'association Formindep, qui milite pour « favoriser une formation professionnelle indépendante, dégagée de toute influence d’organismes pouvant avoir d’autres finalités que l’intérêt seul des patients », le tabacologue affirmait en 2012 avoir reçu, par l'intermédiaire de l'association Naturalia & Biologia, une subvention de Philip Morris de 1988 à 1990 afin de maintenir l'activité de son laboratoire, omettant de mentionner dix autres années de subventions. Ainsi, pour l'année universitaire 1990-1991, il avait reçu des Fabriques de tabac réunies, propriété de Philip Morris, une dotation annuelle de 250 000 francs. L'intéressé a justifié cette erreur de déclaration d'intérêts par une simple « erreur de date ». Toutefois, après les révélations du Monde prouvant que l'écart entre sa déclaration d'intérêt et la réalité était très significatif, il a proposé sa démission au conseil d’administration de l'association, qui l'a refusée. En 2013, Robert Molimard publie une déclaration d'intérêts mise à jour. Il se contente toutefois d'ajouter un astérisque pour signaler l'erreur de date sans la corriger et renvoie à une publication où il rappelle le contexte de l'époque et indique ne plus disposer d'archives permettant d'établir les dates précises de ces financements.

### Théories sur la dépendance à la nicotine
Le professeur Molimard se démarque de la majorité de ses pairs par ses théories sur la dépendance à la nicotine, basées sur ses recherches en laboratoire. Il estime que la nicotine n'est pas la seule cause du maintien de la dépendance au tabac et que la théorie de la dépendance à la nicotine sert surtout les intérêts pécuniaires de l'industrie pharmaceutique et empêche la science d'avancer pour trouver d'autres causes de la dépendance au tabagisme. Il critique ceux qui soutiennent cette idée en commençant par le rapport de l'Administrateur de la santé publique des États-Unis de 1988. Pour cette raison, il met en doute l'efficacité des substituts nicotiniques dans la lutte contre le tabagisme. Cette position est détaillée dans une lettre au président de la Haute Autorité de santé, à propos du projet de révision des recommandations de bonnes pratiques concernant le sevrage tabagique.

### Prises de position sur la lutte contre le tabagisme
Le Pr Molimard s'est distingué au cours des années par des prises de position à contre-courant de la lutte anti-tabac.
- Il s'oppose à l'idée que l'augmentation du prix des cigarettes puisse être une arme efficace contre le tabagisme. Elle grève au contraire selon lui lourdement le budget des populations précaires, qui sont celles qui fument statistiquement le plus[17], et les amènerait par souci d'économie à des comportements dangereux pour leur santé[18]. Il s'est également intéressé au lien entre précarité et addiction au tabac[19].

- Il s'oppose à l'interdiction de fumer dans les lieux publics. Lors des débats sur cette question, il dénonce comme une manipulation le premier chapitre du rapport Lifting the Smokescreen : 10 reasons for a smoke free Europe[20] préparé par « the Smoke Free Partnership » et financé par quatre organisations européennes (Cancer Research UK, European Respiratory Society, l'Institut national du cancer et The European Heart Network). En considérant que des fumeurs actifs respirant la fumée environnementale qu'ils produisent eux-mêmes sont des victimes du tabagisme passif, le Pr Molimard considère que ce chapitre en change l'acception usuelle, qui est celle de l'inhalation involontaire par des non-fumeurs de la fumée des autres. La mortalité jusqu'alors attribuée au tabagisme passif s'en trouve multipliée par cinq, ce qui facilite la justification de politiques d'interdiction de fumer[21]. Déclinant une invitation à une rencontre organisée par The International Coalition against Prohibition (TICP) en 2009, il leur adresse une lettre expliquant son refus[22], dans laquelle il minimise à nouveau la dangerosité du tabagisme passif. Il adresse un courrier similaire à l'association Dissidents de Genève qui défend l'autorisation de fumer dans les lieux publics en Suisse[23].

Il dénonce la stigmatisation des fumeurs qui selon lui, sans les aider, les plongerait dans un « tabagisme retranché » et les rendrait ainsi sourds aux messages de santé publique.
En conclusion d'un dossier sur le sujet, il prend parti en faveur de la cigarette électronique : « La cigarette électronique a un bel avenir, et je le crois heureux pour la santé publique ».

## Publications
- Le Pr Robert Molimard est l'auteur de nombreuses contributions, notamment aux publications de l'Inserm et en dernier lieu dans l'expertise collective Tabac : comprendre la dépendance pour agir[25].
- La fume : Smoking, Éditions De Borée (2003, 2e édition en 2011)
- Petit manuel de Défume : se reconstruire sans tabac, Éditions De Borée (2003, 2e édition en 2011)
- L’Homme, avatar de Dieu, Éditions L'Harmattan (2016)